# Francesco Foscari
Francesco Foscari (ur. 19 czerwca 1373 w Wenecji, zm. 1 listopada 1457 tamże) – doża Wenecji w latach 1423-1457.

## Początki kariery
Urodził się w zamożnej weneckiej rodzinie. W 1401 roku stanął na czele Weneckiej Rady Czterdziestu. Cztery lata później powierzono mu przewodnictwo Rady Dziesięciu, która w zastępstwie Rady Czterdziestu przejęła funkcję głównego organu władzy. W 1423 roku objął funkcję doży i wkrótce doprowadził do porozumienia z Florencją wymierzonego przeciwko władcy Mediolanu Filipowi Marii Viscontiemu.

## Wojna z Mediolanem
W 1426 roku wojska weneckie zajęły Brescię. Podpisano wówczas układ pokojowy z Mediolanem, który jednak nie przetrwał długo i w 1433 roku Foscari znów zaatakował Mediolan. Żadnej ze stron nie udało się odnieść decydującego zwycięstwa i w 1436 roku w Ferrarze podpisano nowy układ pokojowy. W 1441 roku Foscari podjął kolejną próbę umocnienia pozycji Wenecji kosztem Mediolanu. Jego wojska zajęły Bolonię i Rawennę, przechylając w ten sposób układ sił na korzyść Wenecji. W 1443 roku Foscari zaatakował ponownie Mediolan. W 1446 roku siły weneckie sforsowały rzekę Addę i podchodząc w pobliże tego miasta. W 1447 roku zmarł władca Mediolanu Filip Maria Visconti, jednak Foscari kontynuował działania wojenne. Nie udało mu się jednak ostatecznie pokonać przeciwnika. Wyniszczającą obie strony wojnę zakończyło podpisanie w 1454 roku pokoju w Lodi, który utrzymał równowagę sił pomiędzy Wenecją, Florencją i Mediolanem.

## Skutki wojny z Mediolanem
Zajęty walką z Mediolanem, Foscari nie udzielił wystarczającej pomocy zagrożonemu przez Turków Konstantynopolowi. W 1453 roku wojska tureckie zdobyły to miasto, co wywołało negatywne skutki dla handlu weneckiego ze Wschodem. Niepowodzenie to zachwiało pozycją weneckiego doży. Jego przeciwnicy oskarżyli go o zamordowanie admirała Piero Loredana i niesłuszne wygnanie jego syna. W październiku 1457 roku Forscariego zmuszono do ustąpienia z Rady Dziesięciu. Parę miesięcy później zmarł.

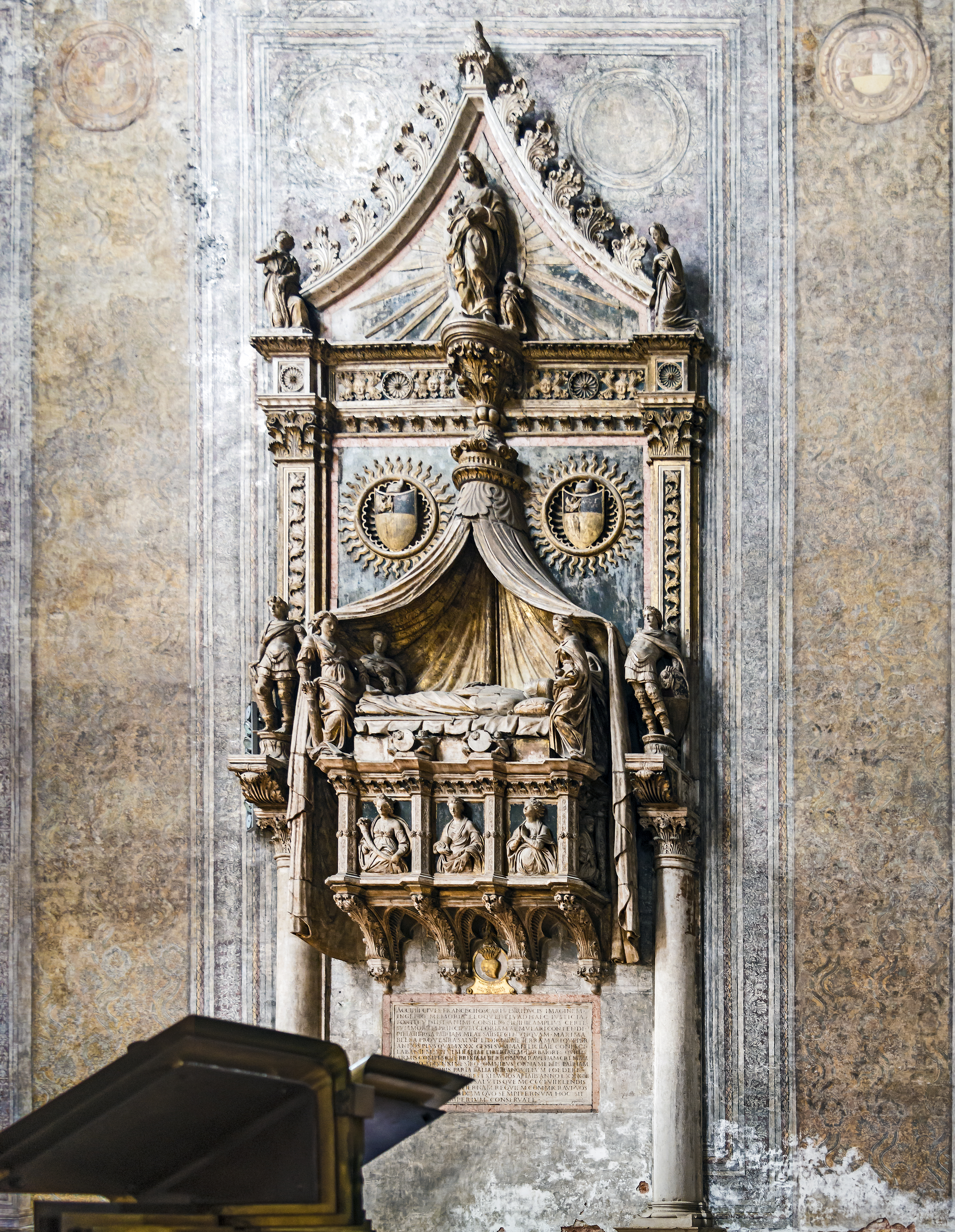
Jego grób.

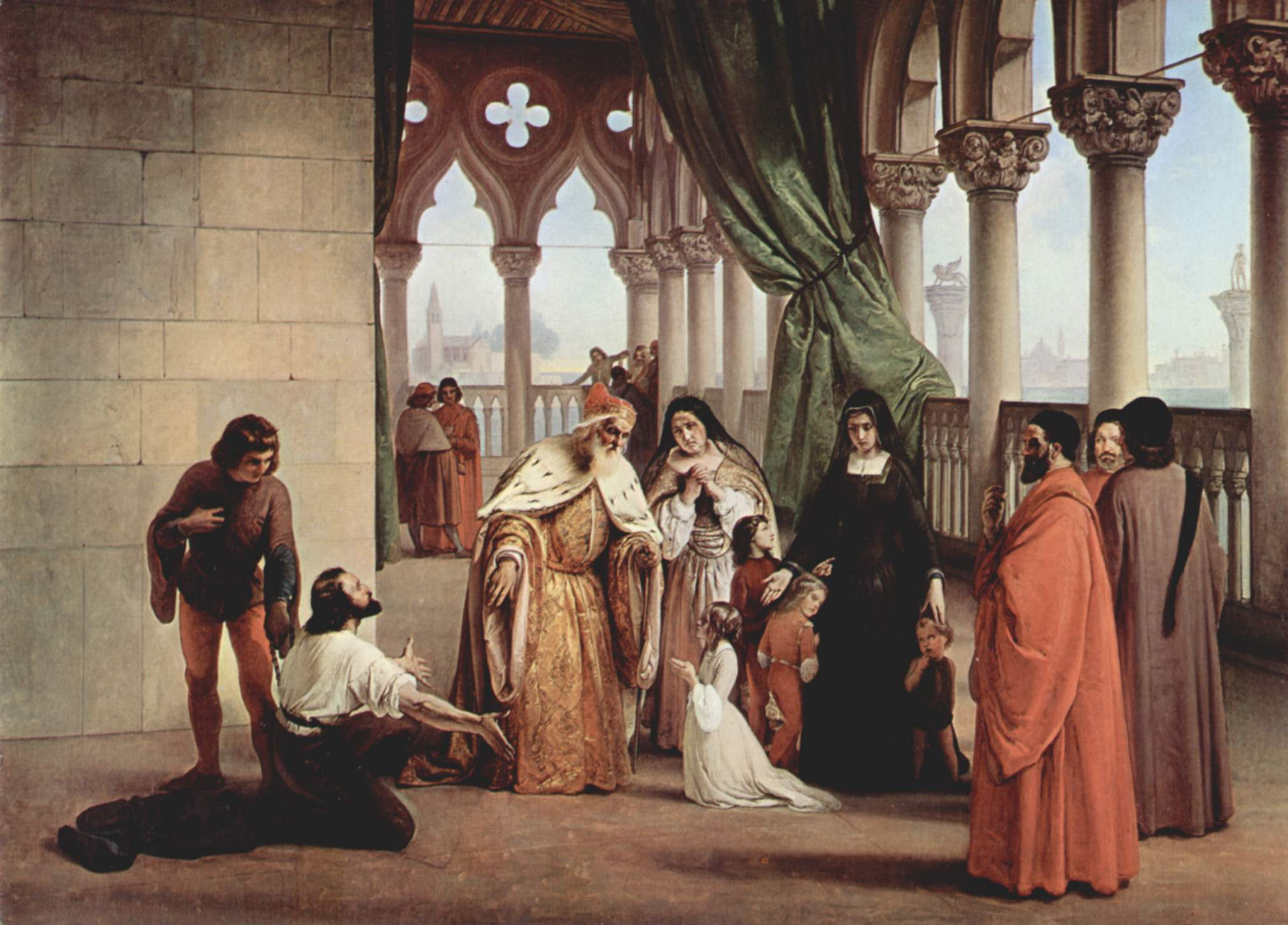
Francesco Hayez – Foscari